# Caesar (vehículo militar)
El CAESAR (acrónimo en francés de CAmion Équipé d'un Système d'ARtillerie, camión equipado con un sistema de artillería), es un obús autopropulsado de 155 mm. Es una nueva generación de armas de artillería. Es producido por Nexter y Lohr Industrie y utilizado por el ejército francés.

## Desarrollo
El CAESAR es un obús autopropulsado de 155 mm sobre ruedas, con una caña de 52 calibres. Transporta 18 proyectiles y normalmente es operado por una tripulación de cinco, aunque si es necesario, el CAESAR puede ser operado por un mínimo de tres personas. Puede ser transportado por C-130 o A400M, y tiene un alcance de aproximadamente 42 km utilizando un obús con alcance extendido, de diámetro total (ERFB) y más de 50 km usando proyectiles asistidos por cohete. El sistema está integrado con un sistema totalmente computarizado, proporcionando un control automático. Durante el Eurosatory 2006, se exhibió un CAESAR equipado con un sistema de puntería automatizado basado en el sistema de navegación inercial SIGMA 30.
Nexter está desarrollando una cabina blindada para el CAESAR en respuesta a la demanda de más protección para la tripulación. El blindaje adicional protegerá contra artefactos explosivos improvisados y bombas de carretera, minas antitanque y proyectiles de 155 mm que aterricen a una distancia de hasta cinco metros del vehículo. Se puede agregar a las cabinas de CAESAR existentes. Un blindaje más pesado aumentará su peso en 400 kg (880 libras) y elevará el precio en un 4-5%.

## Despliegue operacional
En junio de 2009, el Jefe del Estado Mayor Conjunto francés confirmó que se enviarían ocho CAESAR a Afganistán para apoyar las operaciones francesas. Fueron desplegados durante el verano.
Tres fueron desplegados el 1 de agosto de 2009 por el 3er Regimiento de Artillería Marina (3è RAMa), seguidos por otros cinco, desplegados como una base de fuego en FOB Tora, Tagab y Nijrab. Están equipados con blindaje adicional en la cabina, así como con troneras.
El ejército francés desplegó este sistema en el sur del Líbano como parte de la fuerza de mantenimiento de la paz de la FPNUL.
Durante la Operación Serval en Malí 4, el CAESAR fue desplegado por el 68e régiment d'artillerie d'Afrique (68.º Regimiento de Artillería de África). 
En abril de 2011, el Ejército Real de Tailandia utilizó el CAESAR contra el BM-21 de Camboya, el ejército tailandés afirmó que destruyeron más de 2 sistemas BM-21. 
Cuatro CAESAR se desplegaron en Irak para la Batalla de Mosul, donde las fuerzas francesas están apoyando al ejército iraquí y a las fuerzas de la coalición internacional para recuperar Mosul del ISIS en octubre de 2016 y en la primera mitad de 2017.
Francia proporcionó el obús CAESAR 6x6 a Ucrania a partir de mayo de 2022 en el contexto de la guerra ruso-ucraniana, entregando un total de 30 unidades. Dinamarca también anunció que había entregado todos sus 19 CAESAR 8x8 a Ucrania a partir de abril de 2023. En enero de 2024, se confirmó la destrucción de 5 CAESAR (4 CAESAR 6x6 y 1 CAESAR 8x8) y 2 más dañados y reparados.

## Usuarios

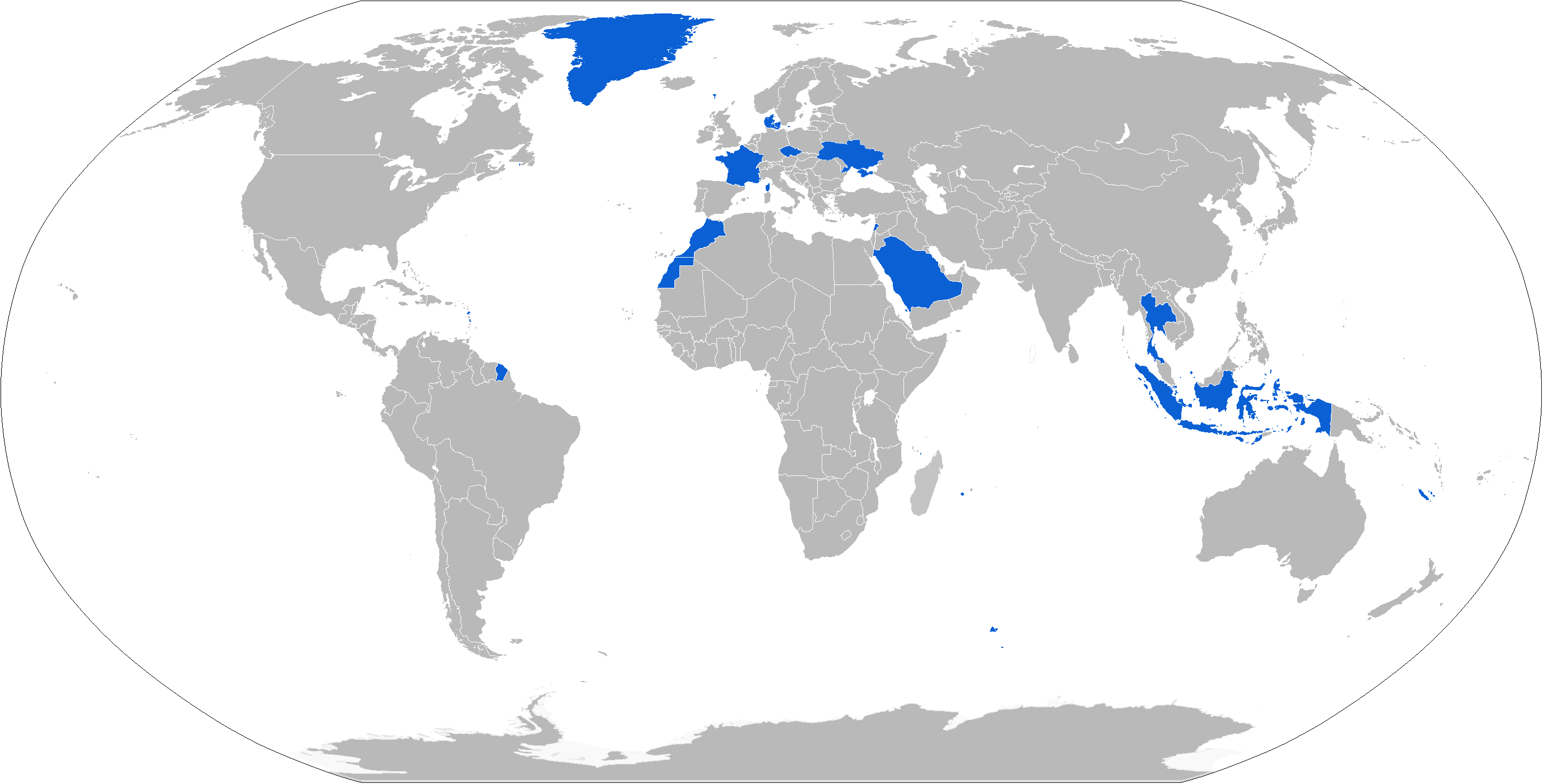
Los usuarios del CAESAR.

### Actuales
- Arabia Saudita – 132
- Dinamarca – 19 Vehículos del tipo CAESAR 8x8 pedidos en 2017.[8] (Donados a Ucrania), serán repuestos por igual cantidad de nueva construcción.
- Francia – 65
- Indonesia – 55[9]
- Líbano – 24 (financiados por Arabia Saudita)[10]
- Marruecos – 36
- República Checa – 52
- Tailandia – 6
- Ucrania – 31 (Donados por Francia y Dinamarca en 2022)[11][12]

### Futuros
- Colombia:[13] El Ejército colombiano inicialmente iba a adquirir 18 unidades del obús autopropulsado ATMOS, desarrollado por la firma israelí Elbit Systems. Su adquisición fue posteriormente cancelada en vista de los ataques israelíes en territorio palestino contra civiles,[14][15] por lo que los 18 ATMOS serán reemplazados en su lugar por 18 de los CAESAR franceses.[16]

## Galería

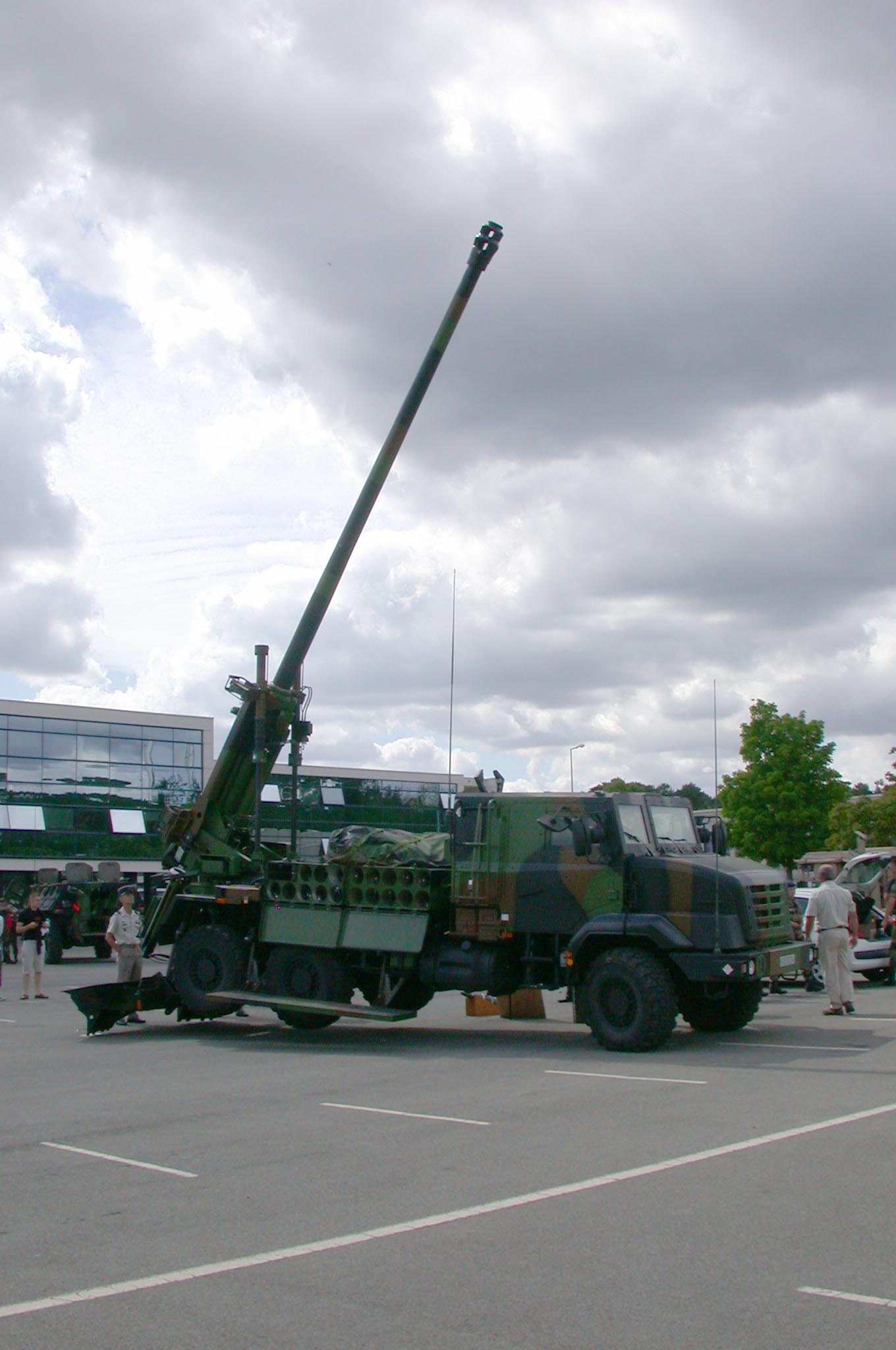
Perfil lateral del obús desplegado.
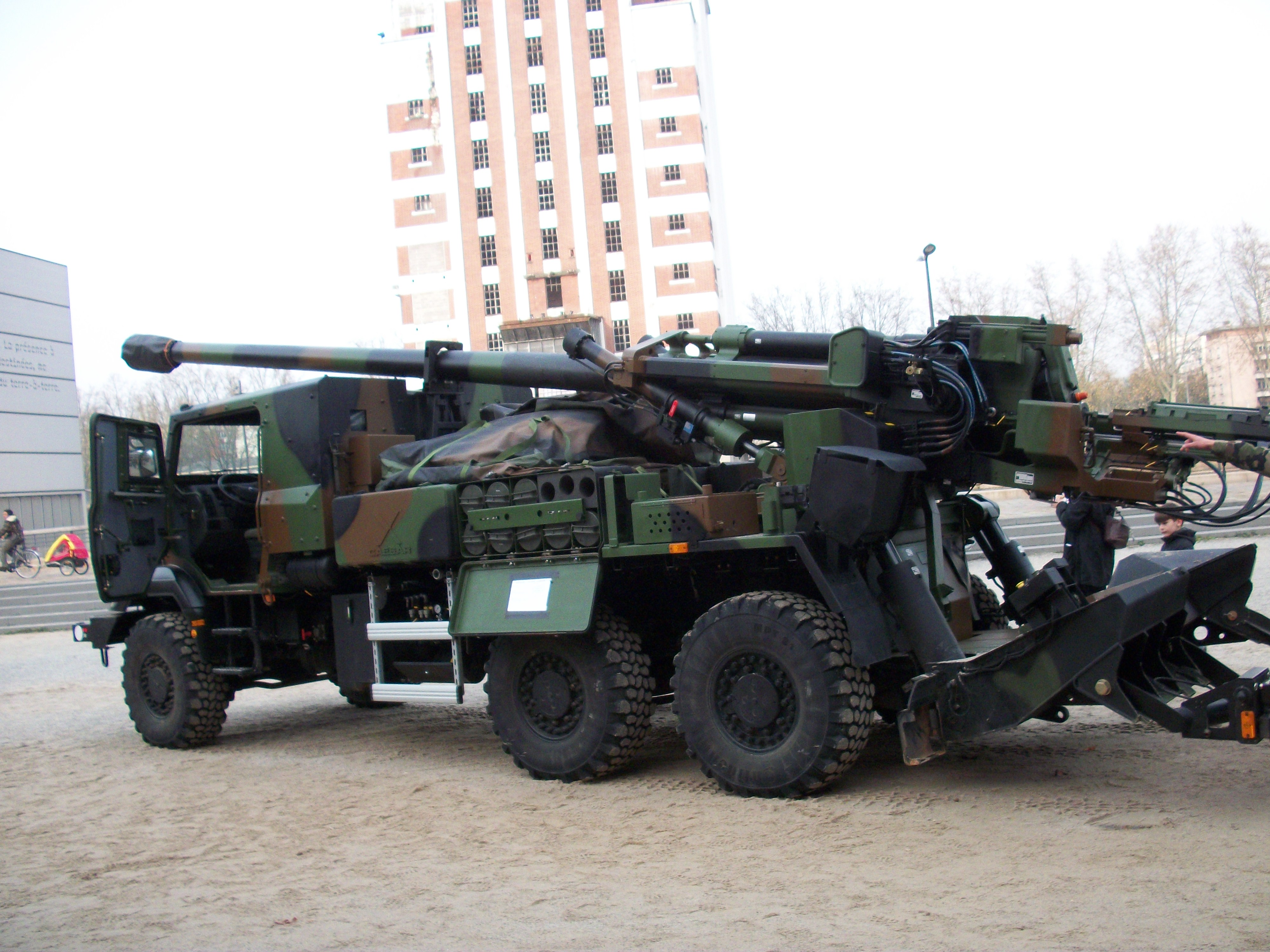
Primer plano del sistema.
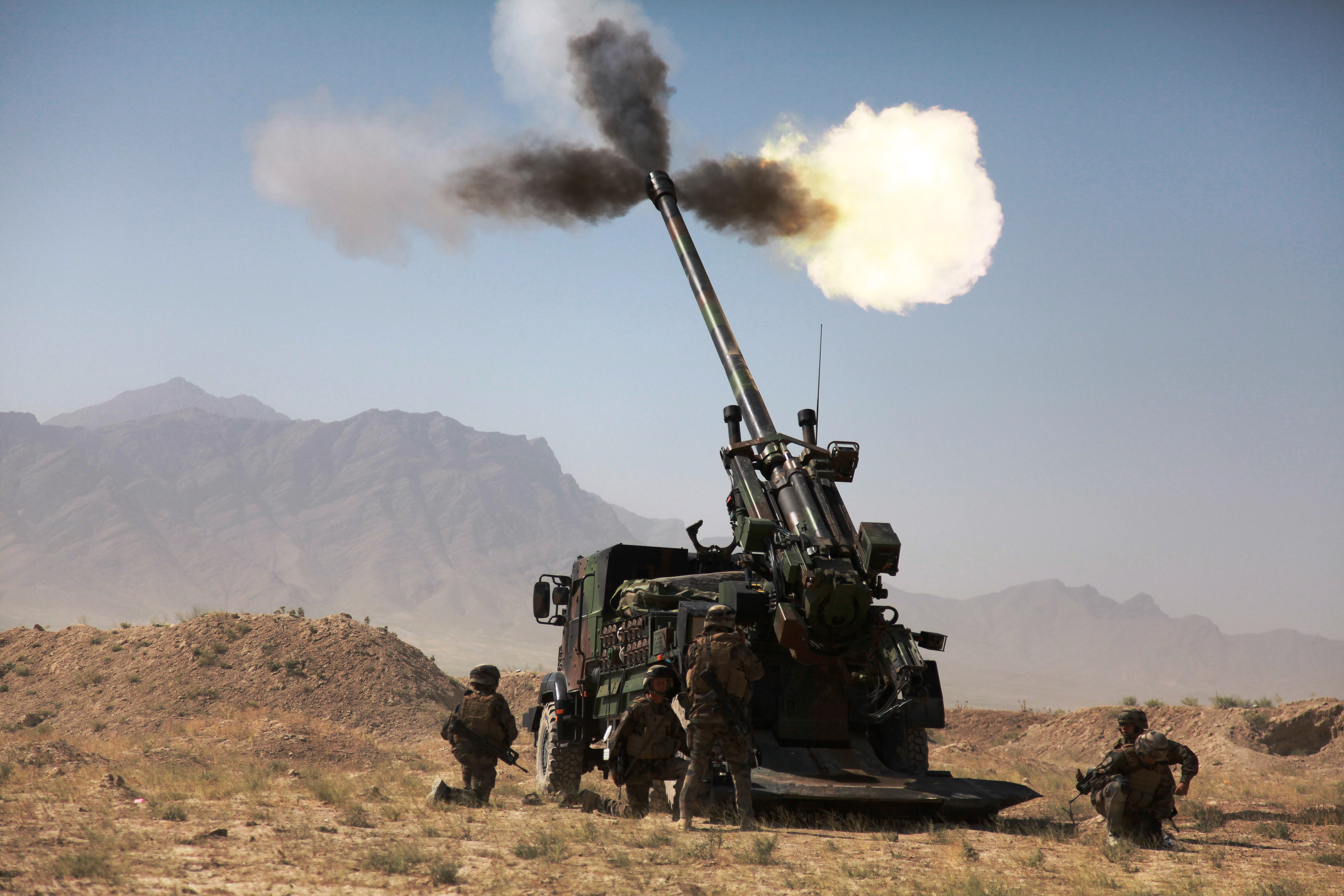
Disparando en Afganistán, agosto de 2009.
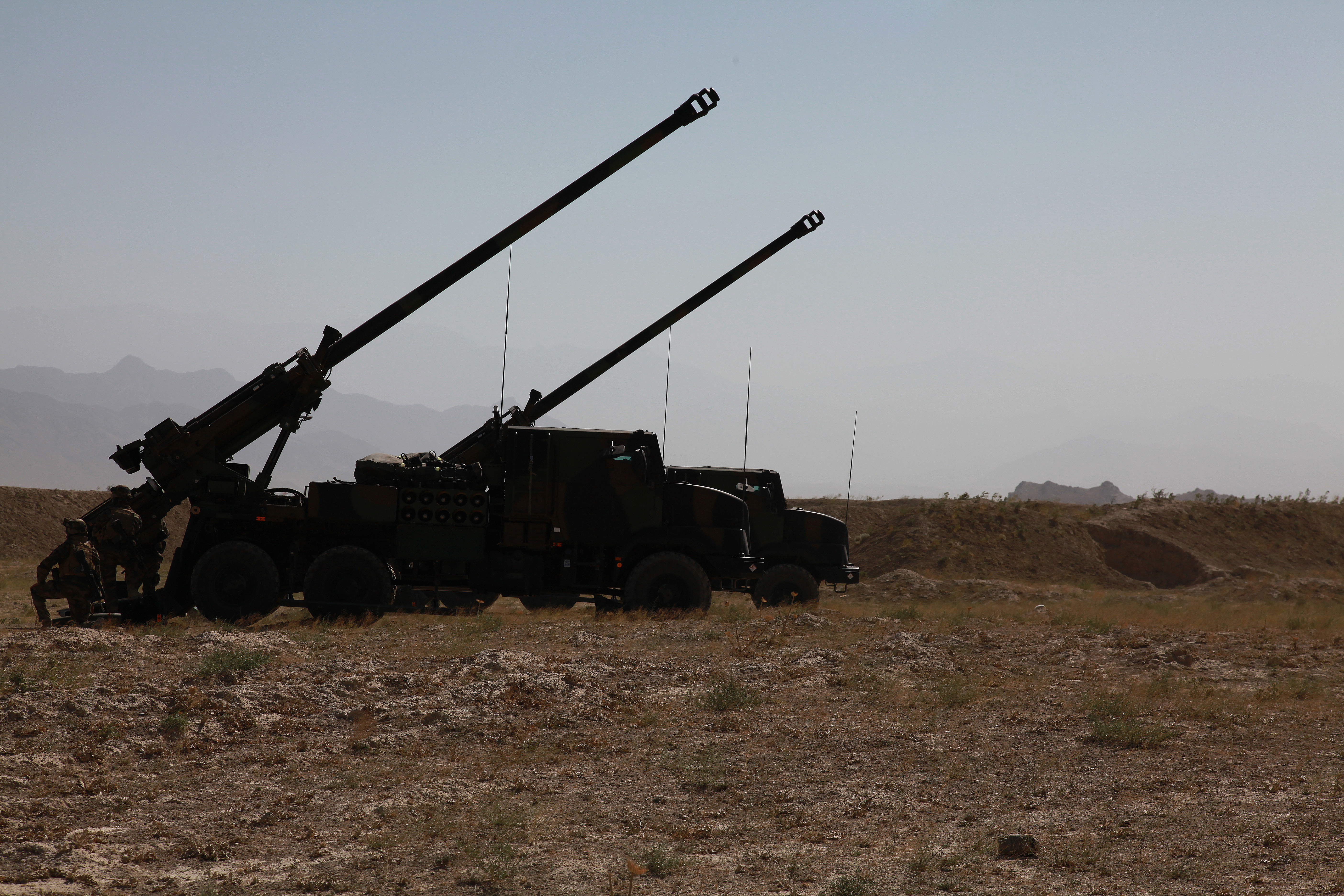
Dos CAESAR en Afganistán, agosto de 2009.
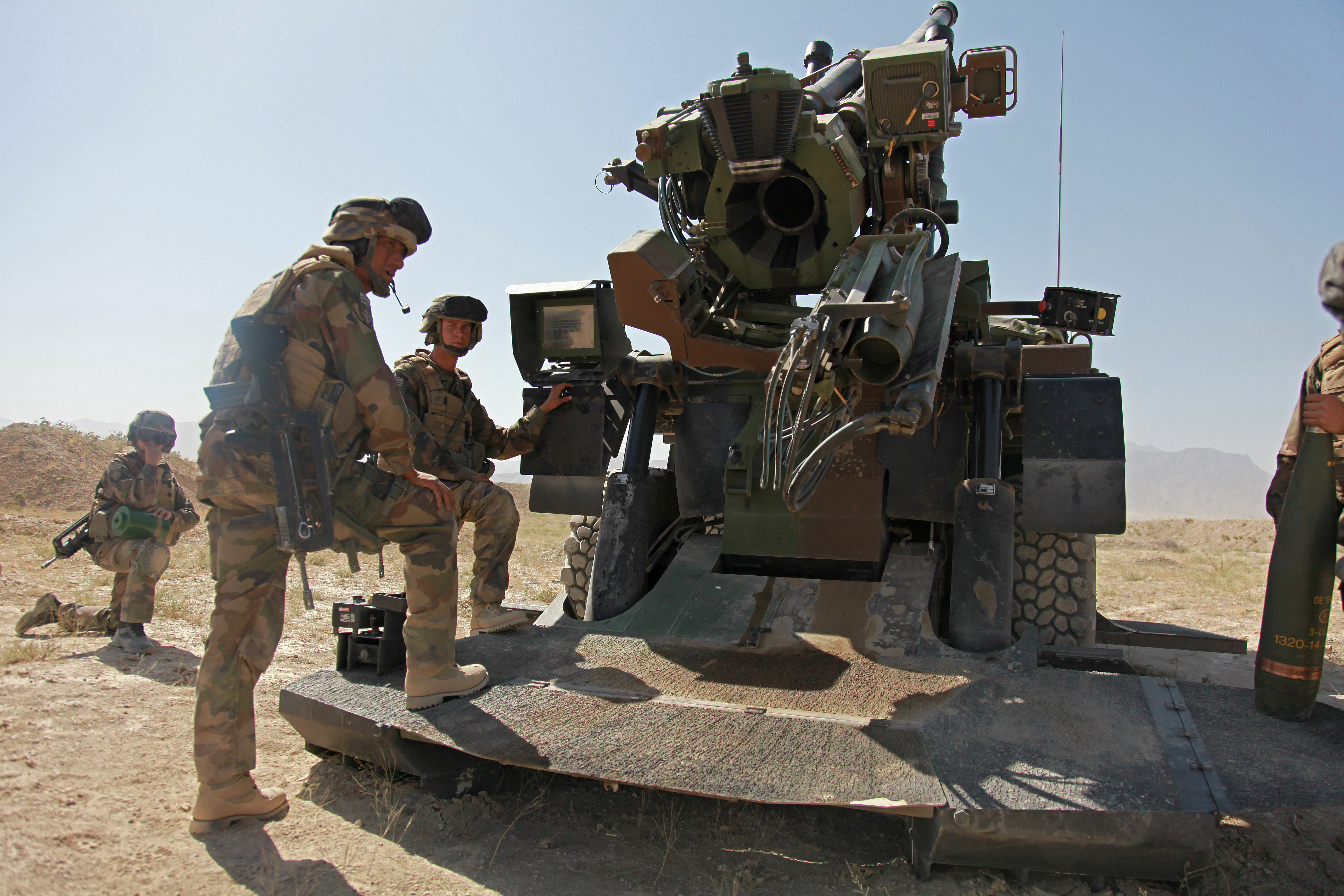
Recargando el obús en Afganistán, agosto de 2009.